# Comuna Volodîmîrivka, Horodnea
Volodîmîrivka (în ucraineană Володимирівка) este o comună în raionul Horodnea, regiunea Cernihiv, Ucraina, formată din satele Den-Dobrîi și Volodîmîrivka (reședința).

## Demografie
Componența lingvistică a comunei Volodîmîrivka
     Ucraineană (97,55%)
     Rusă (1,92%)
     Alte limbi (0,52%)
Conform recensământului din 2001, majoritatea populației comunei Volodîmîrivka era vorbitoare de ucraineană (97,55%), existând în minoritate și vorbitori de rusă (1,92%).